# Imbokodvo National Movement
L'Imbokodvo National Movement (INM) est un parti politique swazilandais, actif de 1964 à 1973.

## Histoire
Fondé en 1964 par le Swazi National Council du roi Sobhuza II, il remporte les premières élections libres du pays en 1967 et prend le pouvoir. Son leader, Makhosini Dlamini, devient le premier Premier ministre du pays.
En 1972, l'INM remporte à nouveau les élections. 
En 1973, les partis politiques sont interdits au Swaziland et l'INM est dissout.